# Erich Buschenhagen
Erich Buschenhagen (8 de dezembro de 1895 - 13 de setembro de 1994) foi um oficial alemão que serviu durante as duas guerras mundiais, tendo se destacado mais na Segunda Guerra Mundial onde comandou a 15ª Divisão de Infantaria e o LII Corpo de Exército, sendo condecorado com as Folhas de Carvalho.

## Biografia
Erich Buschenhagen entrou para o Exército do Kaiser (em alemão: Kaiserliche Armee) no dia 9 de março de 1914 com a patente de Fahnenjunker, servindo inicialmente no Telegraphen-Bataillon Nr. 3.

### Primeira Guerra Mundial
Com o início da Primeira Guerra Mundial, Buschenhagen foi enviado para o fronte, servindo no VIII Corpo de Reserva, sendo no outono de 1914 promovido para Fähnrich. No ano seguinte estava no Telegraphen-Bataillon Nr. 6, sendo nesta unidade promovido para Leutnant no dia 7 de janeiro de 1915 e mais tarde, já próximo do término da guerra, Buschenhagen foi promovido para a patente de Oberleutnant no dia 18 de outubro de 1918, sendo ainda neste conflito condecorado com a Cruz de Ferro de 2ª e 1ª Classe.

### Entre Guerras
Após o término da Primeira Guerra Mundial, Erich Buschenhagen saiu do Exército somente retornando no início de 1920, ingressando no Nachrichten-Abteilung 4 da 4ª Brigada do Reichswehr. Com a formação do Exército dos 100 000 homens, Buschenhagen entrou para o 3. (Preuß.) Nachrichten-Abteilung, próximo de Potsdam, sendo mais tarde, no dia 1 de outubro de 1921, enviado para integrar o 14º Regimento de Cavalaria.
No início de 1924 estava no 2. (Meckl.) Eskadron do 14º Regimento de Cavalaria, com base em Parchim, e no ano seguinte no 3. (Preuß.) Eskadron do mesmo regimento, desta vez, com base em Schleswig, sendo neste esquadrão promovido para Rittmeister no dia 1 de dezembro de 1925 e, pouco tempo depois, veio a promoção para a Hauptmann.
Entre o mês de fevereiro de 1926 até o mês de outubro de 1928, permaneceu no comando da 2ª Companhia do 2. (Preuß.) Nachrichten-Abteilung com base em Stettin. No dia 1 de outubro de 1928 foi enviado para Berlim, onde recebeu treinamento, permanecendo por lá até o ano seguinte.
Entrou para o Stab da 1ª Divisão do Reichswehr em 1932, próximo de Königsberg, sendo no ano seguinte promovido para Major no dia 1 de abril de 1933. No dia 1 de junho de 1934 saiu novamente para treinamentos em Berlim. Ao retornar foi promovido para a patente de Oberstleutnant no dia 1 de outubro de 1935 e ingressou no recém formado 4. Abteilung do Quartel General do Exército (em alemão: Generalstabes des Heeres).
Assumiu o comando do Nachrichtentruppen III no dia 6 de outubro de 1936 com base em Berlim. Deixou o comando desta unidade no dia 12 de outubro de 1937 para entrar no Stab do Infanterie-Regiment 67, próximo de Spandau.
No dia 1 de março de 1938 foi promovido para Oberst, assumindo neste mesmo dia o comando do 5º Regimento de Infantaria em Stettin, permanecendo neste comando até o início do verão de 1939, se tornando em seguida, no mês de agosto de 1939, o Chefe do Generalstabes do XXI. Armeekorps, estando nesta unidade no início da Segunda Guerra Mundial.

### Segunda Guerra Mundial
Com o início da Segunda Guerra Mundial, Buschenhagen participou da campanha polonesa, sendo após esta campanha condecorado com o Broche da Cruz de Ferro. Permaneceu no comando do Generalstab do XXI Corpo de Exército, sendo no mês de abril de 1940 enviado para a participar da ocupação da Noruega. Por reconhecimento de seu comando durante a campanha na Noruega, Buschenhagen assumiu no mês de dezembro de 1940 o comando do Generalstabes do Exército Norwegen.
No final do mês de dezembro de 1940 foi chamado para o Alto Comando do Exército (OKH), onde ele e os demais comandantes ficaram a par dos planos da Operação Barbarossa. No dia 1 de agosto de 1941 foi promovido para a patente de Generalmajor. Assumiu o comando da 15ª Divisão de Infantaria em 18 de junho de 1942, divisão esta localizada na França, na região de Bordeaux, onde realizava operações defensivas costeiras entre Girondemundung e Loire.
Pela sua atuação enquanto esteve no Exército Norwegen foi condecorado com a Cruz Germânica em Ouro no dia 13 de julho de 1942.
A sua divisão iniciou a transferência para a Frente Oriental no dia 9 de fevereiro de 1943, concluída no mês de março de 1943, sendo dois meses depois, em julho de 1943, promovido para Generalleutnant. Pelos seus atos no comando da 15ª Divisão de Infantaria durante as batalhas no norte de Kriwoi Rog, Erich Buschenhagen foi condecorado com a Cruz de Cavaleiro da Cruz de Ferro no dia 5 de dezembro de 1943.
Deixou o comando de sua unidade no dia 20 de novembro de 1943 e assumiu o comando do LII. Armeekorps na mesma data. Foi promovido para General der Infanterie na metade do mês de fevereiro de 1944.
Com o LII Corpo de Exército, Buschenhagen conseguiu retomar as cabeças-de-ponte russas no Dnjestr no mês de maio de 1944, sendo por este feito condecorado com as Folhas de Carvalho no dia 4 de julho de 1944.
Se tornou prisioneiro de guerra dos soviéticos no dia 4 de setembro de 1944, sendo a sua unidade destruída no dia 27 de setembro de 1944. Permanecendo em cativeiro até o dia 10 de outubro de 1955. Não retornou mais para o Exército e faleceu no dia 13 de setembro de 1994 em Kronberg, Taunus, Alemanha.

## Carreira

### Patentes
| Fahnenjunker           | 9 de março de 1914    |
| Fähnrich               | 1914                  |
| Leutnant               | 7 de janeiro de 1915  |
| Rittmeister            | 1 de dezembro de 1925 |
| Hauptmann              |                       |
| Major                  | 1 de abril de 1933    |
| Oberstleutnant         | 1 de outubro de 1935  |
| Oberst                 | 1 de março de 1938    |
| Generalmajor           | 1 de agosto de 1941   |
| Generalleutnant        | julho de 1943         |
| General der Infanterie | fevereiro de 1944     |

### Condecorações
| Cruz de Ferro 2ª Classe                          | 22 de novembro de 1914 |
| Cruz de Ferro 1ª Classe                          | 7 de outubro de 1917   |
| Broche da Cruz de Ferro 2ª Classe 1914           | 17 de setembro de 1939 |
| Broche da Cruz de Ferro 1ª Classe 1914           | 26 de setembro de 1939 |
| Vapaudenristin 1.Luokka Miekkojen Kera (Vr 1 Mk) | 26 de outubro de 1941  |
| Cruz Germânica em ouro                           | 19 de julho de 1942    |
| Cruz de Cavaleiro da Cruz de Ferro               | 5 de dezembro de 1943  |
| Mencionado no Wehrmachtbericht                   | 12 de maio de 1944     |
| Folhas de Carvalho nº 521                        | 4 de julho de 1944     |